# Metro v Glasgow
Metro v Glasgow, neboli Glasgowská podzemní dráha (Glasgow subway) je jedna ze tří podzemních drah ve Spojeném království.
Její trasu tvoří pouze jedna dvoukolejná okružní linka, měřící 10,4 km a rozkládající se po obou březích řeky Clyde. Provoz byl zahájen roku 1896 a po Londýně a Budapešti se jedná o třetí  nejstarší podzemní dráhu na světě. Zároveň jde o jednu z mála podzemních drah, které nikdy nerozšířily svoji síť. Pohon byl původně lanový, od roku 1935 elektrický. Koleje mají neobvyklý rozchod – 1 219 mm (4 stopy) – a průměr tunelu je pouhých 3,35 m (11 stop) - nejméně na celém světě.
Celá trasa vede podzemím, pouze depo na Broomloan Road (mezi stanicemi Govan a Ibrox) se nachází na povrchu. V Govanu se nacházelo i původní depo, ještě před elektrifikací systému, to však nemělo kolejové napojení a vozy musely být vyzvedávány mimo koleje.
Systém je vlastněn a provozován společností Strathclyde Partnership for Transport, dříve Strathclyde Passenger Transport, a přepraví 13,3 až 14,7 milionů cestujících ročně.

## Historie

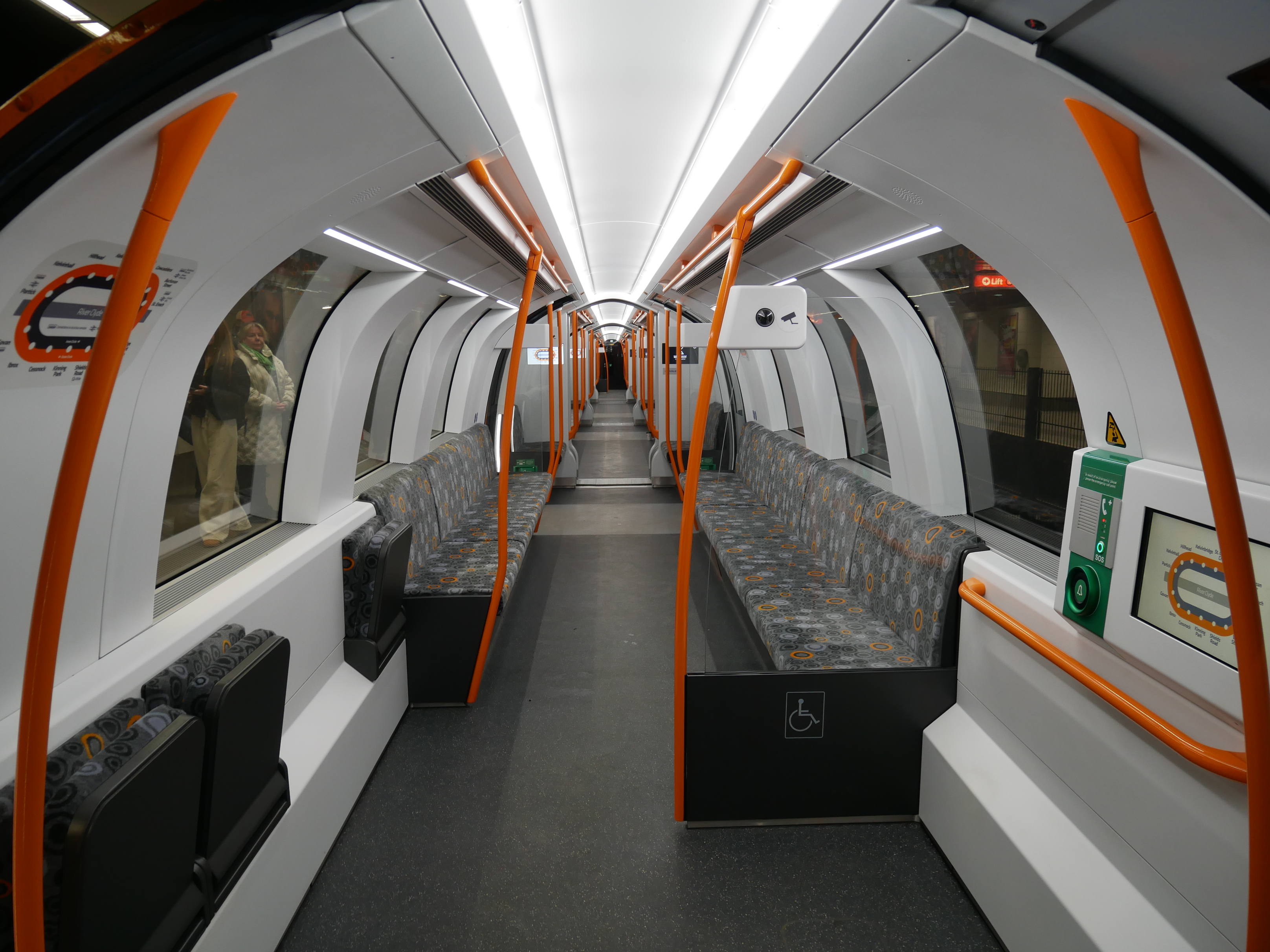
Interiér vozu.

Podzemní dráha byla vybudována a otevřena 14. prosince 1896 společností Glasgow District Subway Company. Vozy byly poháněny oběžným lanem. Aby nemuselo být instalováno další lano pro vozy jedoucí do depa, byly vozy zvedány ze své trasy jeřábem. Obě koleje byly zcela oddělené a nebyly použity žádné výhybky. Město převzalo společnost v roce 1923 a v roce 1935 byl do vozidel instalován elektrický pohon s napájením třetí kolejnicí. V období od března do prosince 1935 jezdily elektricky pouze vlaky proti směru hodinových ručiček, tedy na vnitřním kruhu, zatímco v opačném směru, na vnějším kruhu byly ještě poháněny lanem.
Při vlně rušení železnic v 60. letech byla zrušena i nádraží St. Enoch a Buchanan Street a cestující tak přišli o možnost přímého přestupu na dráhu. Tato nevýhoda přetrvala až do dnešních dnů, ačkoli přestup do příměstských vlaků je možný ve stanici Partick a mezi nádražím Queen Street a stanicí Buchanan Street byl v rámci modernizace instalován v roce 1970 pohyblivý chodník.
Původní vozy, i když rekonstruované, byly v provozu až do roku 1977, kdy byla doprava zastavena z důvodu plánované modernizace. Těžce poškozené tunely byly opraveny, stanice rozšířeny, instalovány těžší kolejnice a vybudováno nové depo v Broomloan Road. Zároveň byla vybudována kolejová propojení a spojovací koleje do tohoto nového depa, takže mohl být konečně odstaven původní jeřáb. Nový napájecí systém pochází od firmy Westinghouse Electric Corporation, vozidla dodala firma Metro Cammell s motory od GEC. Linka byla znovu otevřena v roce 1980.
Před modernizací se stanice vyznačovaly zvláštním zemitým zápachem. Opěradla sedadel ve vozech byla spojena se skříní, která se pohybovala vůči podlaze, ke které byly připevněny sedáky, takže se cestující za jízdy kymáceli.
Glasgowské dopravní muzeum má zvláštní oddělení věnované podzemní dráze s modely znázorňujícími lanový pohon a modelem části stanice ve skutečné velikosti s vozidly z období před modernizací.

## Budoucí rozvoj
Ve srovnání s jinými systémy podzemních drah je tento systém zcela unikátní - jeho původní trasa nebyla nikdy rozšířena. Přestože byly vytvořeny různé projekty jeho rozšíření, žádný se nedočkal uskutečnění. Základním problémem je kvalita podloží - pevné horniny s opuštěnými důlními chodbami činí jakékoli podzemní práce nákladnými a nebezpečnými.
Na jaře 2005 oznámila SPT záměr rozšíření trasy ve čtvrtích West End, East End, Southside a Glasgow Harbour s využitím některých opuštěných tunelů pod městem. Tyto plány by se měly uskutečnit v průběhu 12 let spolu s obnovou vozového parku a instalací elektronického informačního systému ve stanicích.
V současnosti probíhá projekt rekonstrukce stanice Partick Interchange, která spojuje stanici podzemní dráhy, nádraží a autobusový terminál. Pokud bude uskutečněn projekt podzemní železnice, která propojí tratě na severu s tratěmi na jihu města, vznikne nový přestupní uzel ve stanici West street.

## Stanice
Seznam stanic podzemní dráhy ve směru hodinových ručiček:
- Hillhead — obsluhuje glasgowskou univerzitu
- Kelvinbridge
- St. George's Cross
- Cowcaddens
- Buchanan Street — přestup na nádraží Queen Street prostřednictvím pohyblivých chodníků
- St. Enoch — pěší přestup na Central Station
- Bridge Street
- West Street
- Shields Road
- Kinning Park
- Cessnock
- Ibrox — obsluhuje Ibroxský stadión (před modernizací se jmenovala Copland Road)
- Govan (před modernizací Govan Cross)
- Partick (nahradila původní Merkland Street, původní stanice ležela lehce na jihozápad od současné polohy )
- Kelvinhall (původně Partick Cross)

Hillhead, Buchanan Street, a St Enoch jsou nejzatíženější stanice, naproti tomu některé stanice na jih od řeky Clyde jsou velmi poklidné. Ibrox bývá přetížená při fotbalových zápasech.

## Subcrawl
Oblíbená zábava glasgowských studentů. Jde o potloukání se po hospodách s využitím podzemní dráhy. Musí být navštívena nejbližší hospoda u každé stanice, což má za následek konzumaci (nejméně) patnácti drinků.

## Přezdívky
Zatímco průvodci a místní literatura uvádějí Clockwork Orange (což lze přeložit jako Mechanický pomeranč, ale spíše je to ve smyslu oranžový hodinový stroj), většina glasgowanů používá původní název Subway, ačkoli v hovorové řeči se vyskytují i the Underground a the Tube.